# Arquidiocese Ortodoxa Grega da América
A Arquidiocese Ortodoxa Grega da América (em inglês:  Greek Orthodox Archdiocese of America, em grego:  Ορθόδοξη Αρχιεπισκοπή Αμερικής) é uma circunscrição eclesiástica do Patriarcado de Constantinopla com sede na cidade de Nova Iorque, EUA. Foi estabelecida por decreto do Patriarca Ecumênico Melécios IV, em 1922. Até 1996, tinha jurisdição em toda a América do Norte e do Sul. Atualmente, inclui, além dos gregos, paróquias de outras tradições etnoculturais. Seu atual primaz é Elpidóforos, Arcebispo da América, Exarca dos Oceanos Atlântico e Pacífico, eleito pelo Santo Sínodo do Patriarcado de Constantinopla.

## História
Antes do estabelecimento de uma Arquidiocese Grega no Hemisfério Ocidental, havia numerosas comunidades de cristãos ortodoxos gregos. Em 26 de junho de 1768, os primeiros colonos gregos desembarcaram em St. Augustine, Flórida, a cidade mais antiga da América. A primeira comunidade ortodoxa grega nas Américas foi fundada em 1864, em Nova Orleans, Louisiana, por uma pequena colônia de mercadores gregos. A primeira comunidade permanente foi fundada na cidade de Nova Iorque em 1892, a atual Catedral Arquidiocesana da Santíssima Trindade e a Sé do Arcebispo da América. A Arquidiocese Grega Ortodoxa da América do Norte e do Sul foi incorporada em 1921 e oficialmente reconhecida pelo Estado de Nova Iorque em 1922.
Em 1908, a Igreja da Grécia recebeu autoridade sobre a congregação ortodoxa grega da América, mas em 1922 o Patriarca Melécios IV de Constantinopla transferiu a arquidiocese de volta para a jurisdição da Igreja de Constantinopla. Em 1996, a arquidiocese foi dividida pelo Patriarcado Ecumênico em quatro arquidioceses separadas: América (EUA), Canadá, América Central e América do Sul.
Em 2019, havia rumores de que a Arquidiocese Ortodoxa Grega da América estava sofrendo financeiramente e agora estava em “falência financeira, administrativa e espiritual”.

## Organização
A Arquidiocese Ortodoxa Grega da América é composta por um distrito arquidiocesano (cidade de Nova Iorque) e oito metrópoles (anteriormente dioceses):
- Metrópole de Nova Jersey;
- Metrópole de Chicago;
- Metrópole de Atlanta;
- Metrópole de Detroit;
- Metrópole de São Francisco;
- Metrópole de Pittsburgh;
- Metrópole de Boston;
- Metrópole de Denver.

É governado pelo arcebispo e pelo Sínodo Eparquial dos Metropolitas. O sínodo é chefiado pelo arcebispo e compreende os metropolitas que supervisionam o ministério e as operações de suas respectivas metrópoles.
Existem mais de 500 paróquias, 800 padres e aproximadamente 440.000 a 2 milhões de fiéis, dependendo da fonte dos relatórios e do método de contagem utilizado. O número de paróquias na arquidiocese grega aumentou cerca de 9% na década de 1990 a 2000, e o crescimento de membros foi em grande parte em termos de membros existentes com filhos. A associação está concentrada no nordeste dos Estados Unidos. Os estados com as maiores taxas de adesão são Massachusetts, New Hampshire, Rhode Island e Nova Iorque.
A arquidiocese recebe em suas fileiras e sob sua égide espiritual e pastoral os cristãos ortodoxos, que a ela se achegaram individualmente ou em grupos organizados nas metrópoles e paróquias e que reconhecem a jurisdição eclesiástica e canônica do Patriarcado Ecumênico.
Além disso, um seminário é operado pela Arquidiocese Grega, a Escola Ortodoxa Grega de Teologia da Santa Cruz em Brookline, Massachusetts, que educa não apenas os seminaristas da Arquidiocese Grega, mas também os de outras jurisdições.
A Arquidiocese Ortodoxa Grega da América era membro da SCOBA e é membro de sua organização sucessora, a Assembléia dos Bispos Ortodoxos Canônicos dos Estados Unidos da América.

### Paróquias
A Arquidiocese Ortodoxa Grega compreende cerca de 525 paróquias e 20 mosteiros nos Estados Unidos.

## Episcopado

### Arcebispo
Em 11 de maio de 2019, o Santo Sínodo da Igreja de Constantinopla elegeu por unanimidade o metropolita Elpidofóros de Bursa como o novo arcebispo da América após a renúncia voluntária do arcebispo Demétrio. Além de servir como Metropolita de Bursa, Elpidofóros também serviu como Abade do Mosteiro da Santíssima Trindade em Halki e Professor da Escola Teológica da Universidade Aristotélica de Tessalônica. Metropolita Metódio de Boston serviu como lugar-tenente até que Elpidofóros foi entronizado em 22 de junho de 2019.
Desde 2019, o arcebispo Elpidofóros serve a Arquidiocese Ortodoxa Grega da América, como:
- Primaz da Igreja Ortodoxa Grega na América;
- Exarca do Patriarcado Ecumênico;
- Presidente do Santo Sínodo Eparquial;[20]
- Presidente da Assembleia de Bispos Ortodoxos Canônicos dos Estados Unidos da América.

#### Ex-arcebispos
- Alexandre (Demoglou), 1922-1930;
- Atenágoras (Spirou), 1931–1948;
- Timóteo Evangelinidis, 1949 (eleito, mas falecido antes de assumir o cargo);
- Miguel (Konstantinides), 1949-1958;
- Jacó (Coucouzis), 1959-1996;
- Esperidião (Papageorge), 1996-1999;
- Demétrio (Trakatellis), 1999-2019.

### Bispos Diocesanos
- Arcebispo Elpidofóros (Lambriniadis) da América - Presidente do Santo Sínodo Eparquial;[20]
- Metropolita Metódio (Tournas) de Boston;
- Metropolita Isaias (Chronopoulos) de Denver;
- Metropolita Alexios (Panagiotopoulos) de Atlanta;
- Metropolita Nicolau (Pissare) de Detroit;
- Metropolita Gerasimos (Michaleas) de São Francisco;
- Metropolita Savas (Zembillas) de Pittsburgh;
- Metropolita Evangelos (Kourounis) de Nova Jersey;
- Metropolita Natanael (Simeonides) de Chicago.

### Bispos Auxiliares
- Bispo Andonios (Paropoulos) de Phasiane, Chanceler da Arquidiocese da América;[21]
- Bispo Demétrio (Kantzavelos) de Mokissos, atribuído à Metrópole de Chicago;
- Bispo Sebastião (Skordallos) de Zela;
- Bispo Apostolos (Koufallakis) de Medeia, atribuído à Metrópole de São Francisco.

### Bispos aposentados
- Metropolita Máximo (Aghiorgoussis) de Pittsburgh;
- Bispo Jacó (Pililis) de Catânia;
- Metropolita Filoteu (Karamitsos) de Meloa;
- Bispo Demétrio (Couchell) de Xanthos;